# Мариахоф
Мариахоф (нем. Mariahof) — коммуна (нем. Gemeinde) в Австрии, в федеральной земле Штирия. 
Входит в состав округа Мурау.  Население составляет 1345 человек (на 31 декабря 2005 года). Занимает площадь 32,7 км². Официальный код  —  6 14 09.

## Политическая ситуация
Бургомистр коммуны — Петер Презент (АНП) по результатам выборов 2005 года.
Совет представителей коммуны (нем. Gemeinderat) состоит из 15 мест.
- АНП занимает 8 мест.
- СДПА занимает 7 мест.